# 河南华溪蟹
河南华溪蟹（学名：[Sinopotamon honanense] 错误：{{Lang}}：文本有斜体标记（帮助））为溪蟹科华溪蟹属的动物。在中国大陆，分布于河南、山西、湖北、河北等地，一般生活于河、池的石下或泥洞中，也可存活于水温常在20°C 以上的温泉积水池内。